# Muddappanapalya, Madhugiri
Muddappanapalya là một làng thuộc tehsil Madhugiri, huyện Tumkur, bang Karnataka, Ấn Độ.